# سدیم نیتریت
سدیم نیتریت (به انگلیسی: Sodium nitrite) با فرمول شیمیایی NaNO۲ یک ترکیب شیمیایی با شناسه پاب‌کم ۲۴۲۶۹ است؛ که جرم مولی آن ۶۸٫۹۹۵۳ g/mol می‌باشد. شکل ظاهری این ترکیب، جامد سفید متمایل به زرد است.